# ジャスールベク・ヤフシボエフ
ジャスールベク・ヤフシボエフ（ウズベク語: Jasurbek Jumaboy o'g'li Yaxshiboyev, Жасурбек Жумабой оглы Яхшибоев、1997年6月24日 - ）は、ウズベキスタンのサッカー選手。カザフスタン・プレミアリーグ・FCオルダバス所属。ウズベキスタン代表。ポジションはフォワード。

## クラブ歴
7歳の時にFCパフタコール・タシュケントの下部組織に加入。2016年にプロ契約を締結した。
2019年7月にFCアルマリクに半年の期限付き移籍をすると、2020年にはベラルーシ・プレミアリーグのエネルゲティク＝BGUミンスクに期限付き移籍。3月19日の試合でベラルーシで初出場をすると2得点の活躍を見せた。その後、FCシャフティオール・ソリゴルスクに期限付き移籍した。
2021年2月13日に2年半契約でエクストラクラサのレギア・ワルシャワに完全移籍した。

## 代表歴
U-19代表としては、2016年にAFC U-19選手権2016に参加した。
U-23代表としては、2016年からの出場歴があり、AFC U-23選手権2018、AFC U-23選手権2020に出場した。
A代表としては、2018年5月18日に行われた2018 チャイナ・カップのイラン代表戦で初出場を記録した。